# Висвасимха
Висвасимха — правитель древнеиндийского государства Западных Кшатрапов в III веке.

## Биография
Висвасимха был старшим сыном Рудрасены II. Первые монеты, отчеканенные Висвасимхой как кшатрапом, по оценке П. Тэндона, могут быть датированы 197 годом сакской эры (275 год н. э.), а последние — 202 годом. По мнению Э. Рэпсона, разделяемого Д. Сиркаром, речь идёт о 199 — 200 годах. Также до нашего времени дошел редко встречающийся нумизматический материал с упоминанием Висвасимхи в качестве махакшатрапа, однако точную дату его выпуска из-за плохого состояния определить не представилось возможным. Э Рэпсон предположительно отнёс время правления Висвасимхи к 201 — 211 годам. Схожее мнение было высказано С. Шравой.
По мнению большинства исследователей, Висвасимха был объявлен наследником Рудрасены II. Но, как предположил П. Тэндон, не исключен вариант, что Висвасимха выступил против отца ещё при его жизни.
После Висвасимхи на престол взошёл его младший брат Бхартридаман, ранее занимавший пост кшатрапа.